# Alkmaar (Surinam)
Alkmaar es un ressort y una localidad de Surinam en el distrito de Commewijne, cuya economía se basa en el azúcar.  Debe su nombre a una localidad con el mismo nombre en Holanda Septentrional; también se le llama en sranan tongo «Goedoefrow» que traduce literalmente «mujer rica».
En septiembre de 2006 vivían allí 4213 personas, principalmente hindúes, javaneses y un puñado de criollos; tiene importancia regional por su despacho de gobierno y su centro de salud; la iglesia Morava tiene allí un centro importante de la misión cristiana entre los hindúes. La iglesia fue construida en 1923 y fue en parte financiada por la recaudación de fondos de los Países Bajos.
En el siglo XVIII, Alkmaar se convirtió en una próspera plantación de café. La adecuación de la plantación fue liderada por James Hengeveldt en 1745. Después de la terminación de la fortaleza en New Amsterdam en 1746, la tierra en la desembocadura del río Commewijne fue desalojada para dar paso a la plantación que se inauguró en 1747.
Charles Godefroy entonces se hizo cargo de la plantación.